# All Time Low
All Time Low je americká pop punková skupina z Baltimoru v Marylandu, která se zformovala roce 2003. Skupina se skládá z hlavního zpěváka a kytaristy Alexandra Gaskartha, hlavního kytaristy Jacka Barakata, basového kytaristy Zacharyho Merricka a bubeníka Riana Dawsona. Jméno kapely je převzato z písně Head on Collision od New Found Glory.

## Historie

### 2003–2006: Vznik kapely aThe Party Scene
All Time Low se zformovali v roce 2003, kdy ještě stále byli její členové na střední škole a začali přezpívávat písně od pop punkových kapel, jako jsou například Blink-182. Později nahráli svou první desku u Emerald Moon Records, se kterými podepsali smlouvu v roce 2004 a vzápětí vydali své první EP album The Three Words to Remember in Dealing with the End. Kapela později v červenci 2005 vydala první oficiální album The Party Scene.
Před tím, než v roce 2006 maturovali, All Time Low podepsali další smlouvu, tentokrát s Hopeless Records. V jednom rozhovoru kapela říká, že začali brát hudbu vážně až v jejich maturitním ročníku na střední škole, tedy před tím, než vydali své druhé EP Put Up or Shut Up v červenci roku 2006.
All Time Low se později v roce 2006 vydali na turné na podporu jejich EP. Po turné začala kapela připravovat druhé studiové album.

### 2007–2008:So Wrong, It's Right
All Time Low vydali jejich druhé studiové album So Wrong, It's Right v září 2007, a byli s ním na šestém místě v žebříčku Indipendent Albums. Druhý singl z desky Dear Maria, Count Me In, který byl napsán o striptérce, byl první singl kapely, který dosáhl 86. místa v žebříčku Pop 100. 9. března 2009 dostal singl zlaté ocenění.
Krátce po vydání So Wrong, It's Right se All Time Low rychle stali populárními. Objevili se na MTV v pořadu Discover and Downolad a v Music Choice – Fresh Crops a také byli přidáni do obou playlistů MTV – Big Ten a MTV Hits. 7. března 2008 kapela živě vystupovala v pořadu Jimmy Kimmel Live! a následně i v MTV U Woodie Awards.
V roce 2008 byli magazínem Alternative Press jmenováni „Kapelou roku“.

### 2009:Nothing Personal
Ze začátku roku 2009 All Time Low prohlásili v rozhovoru s britským magazínem Rock Sound, že začali psát materiály na třetí studiové album a že také spolupracují s několika umělci a producenty hned u několika písní.
Přestože ATL stále psali písně, začali již nahrávat pro své nové album v únoru 2009 a už o měsíc později nahrávání dokončili. Hlavní singl desky, Weightless, byl vydán v březnu 2009 a stal se první písní kapely, která byla hrána i ve velkých rádiích, například ve Spojeném království. All Time Low vydali své třetí album Nothing Personal v červenci 2009.
Později v listopadu 2009 kapela oznámila, že podepsali smlouvu s Interscope Records a o měsíc později byli oceněni jako „Nejlepší pop punková kapela“ od Top In Rock Awards.

### 2010– 2011:Dirty Work
Poté, co v březnu 2010 vydali píseň Painting Flowers na albu Almost Alice, soundtrack k filmu Alenka v říši divů, začali psát materiály na své čtvrté album, které mělo být prvním albem u major labelu Interscope Records.
Dema k nové desce skupiny byla zveřejněna na webových stránkách v srpnu 2010 a později ATL v jednom rozhovoru potvrdili, které nahrávky na albu budou a které ne. Méně než za rok, v červnu 2011, bylo vydáno čtvrté studiové album Dirty Work. Deska měla vyjít již v březnu, ale byla vydána později kvůli přechodu k Intercsope. Album je bylo nejprodávanějším albem All Time Low a drželo se na 13. místě v australských a kanadských žebříčcích, v Británii na 20. místě.
V rozhovoru pro Property of Zack, který byl poskytnut 28. října 2011, Alex Gaskarth sdělil, že již připravují písně na další album.

### 2012–současnost:Don't Panic, Future Hearts, Last Young Renegade
Kapela se vrátila do Spojeného království 12. ledna 2012 spolu s kapelami The Maine a We Are The In Crowd a byla na turné až do 4. února. Některé koncerty byly naprosto vyprodané a musely se přidat další. All Time Low také hráli na Warped Tour (červen–srpen 2012) a Reading and Leeds Festival (srpen 2012).
V květu 2012 kapela překvapila odchodem od labelu Interscope Records a chvíli se nevědělo, zdali budou vydávat další ohlášené CD sami, nebo si najdou jinou nahrávací společnost. Nikomu neupsáni vydali 1. června první singl z nového alba s názvem The Reckless And The Brave a hned na to oznámili návrat k Hopeless Records. Srpen pak byl ve znamení evropského turné, kdy si dokonce zahráli se svými oblíbenci Green Day a koncertovali v pražském Paláci Akropolis. Jejich první český koncert byl webem iReport pochválen za skvělou atmosféru.
24. srpna vypustili mezi fanoušky další píseň For Baltimore, která měla obrovský ohlas, a již o tři dny později hráli tento song živě. V tento den také oficiálně potvrdili název alba Don’t Panic a datum vydání na 9. října. V září vydali píseň s názvem Outlines, kde zpívá i Jason Vena z kapely Acceptance.
V roce 2015 kapela vydala album Future Hearts a v roce 2017 album Last Young Renegade.

## Diskografie

### Studiová alba
- The Party Scene (2005)
- So Wrong, It's Right (2007)
- Nothing Personal (2009)
- Dirty Work (2011)
- Don't Panic (2012)
- Future Hearts (2015)
- Last Young Renegade (2017)
- Wake Up, Sunshine (2020)
- Tell Me I'm Alive (2023)

### EP
- The Three Words to Remember in Dealing with the End
- Put Up or Shut Up

## Členové
- Alex Gaskarth – zpěv, rytmická kytara
- Jack Barakat – hlavní kytara, doprovodné vokály
- Rian Dawson – bicí
- Zachary Merrick – basová kytara, doprovodné vokály